# Мичурино (Тюменская область)
Мичурино — село в Тюменском районе Тюменской области России. Входит в Червишевское муниципальное образование.

## География
Расположено на речке Балде, в 8 км от её устья и в 15 км от села Червишево.

## История
Основано во второй половине XVII века. В 1936 г. село Малая Балда переименовано в Мичурино.

## Население
| 2010 |
| ---- |
| 346  |